# Adolf Fredrik Lindblad
Adolf Fredrik Lindblad (Skänninge, 1 februari 1801 – nabij Ljungsbro, 23 augustus 1878) was een Zweeds componist, muziekdocent en muziekpedagoog. Hij wordt ook wel de "Zweedse Schubert" genoemd. In de "Statens porträttsamling" (portretverzameling van de staat) op Gripsholms slott is er een portret van Lindblad te zien, gemaakt door Johan Gustaf Sandberg in 1841.

## Carrière

### Vroege jaren
Adolf kreeg een opleiding wiens doel het was hem voor te bereiden op het koopmanschap. Hij had talent voor de Duitse taal en in 1818 reisde hij af naar Hamburg om aldaar te helpen handelscontacten te onderhouden. In Hamburg ontmoette hij een instrumentmaker, waardoor hij in contact kwam met de toenmalige muziek en literatuur van die tijd, zoals de muziek van Ludwig van Beethoven en de gedichten van Johann Wolfgang von Goethe.

Toen hij eenmaal terug was in Zweden ging hij werken bij zijn vader. In zijn vrije tijd maakte hij muziek en componeerde hij zijn eerste stukken. In de zomer van 1822 reisde hij samen met zijn pleegmoeder af naar haar familie, de familie Kernell. Aldaar ontmoette hij de kinderen van Pehr Kernell en Charlotta Burén en de neef van deze kinderen, Per Daniel Amadeus Atterbom. Atterbom merkte zijn talent op en hielp hem naar de universiteit van Uppsala te komen. Daar werd de director musices Johann Christian Friedrich Haeffner zijn docent.

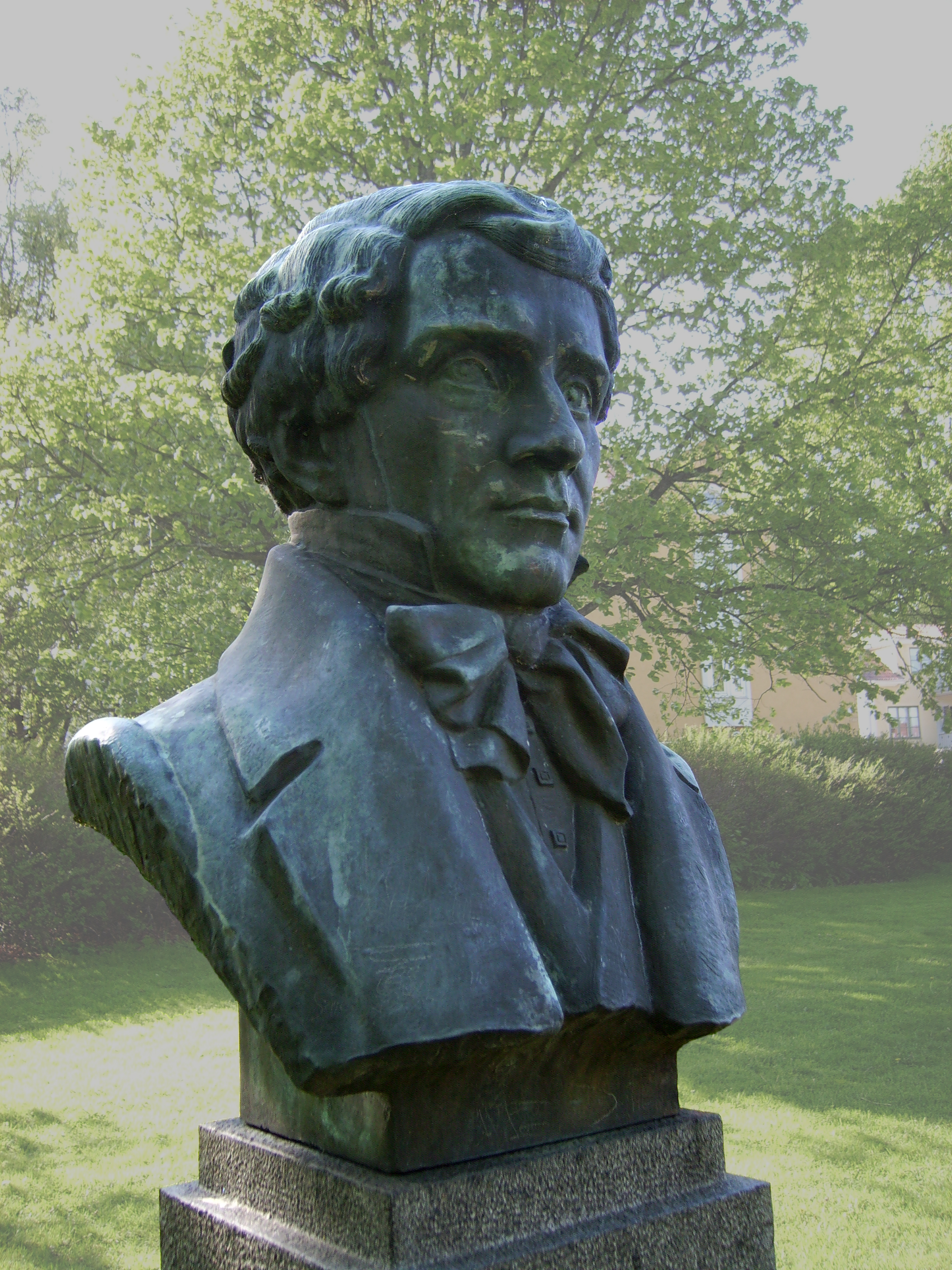
Buste in het Lindbladspark in Skänninge

### Reis naar Duitsland
Atterbom liet Lindblad ook kennis maken met Magdalena Montgomery-Silfverstolpe, bekend van haar literaire salons. Daar ontmoette hij ook Erik Gustaf Geijer. In 1824 publiceerde Lindblad samen met Geijer liederen met teksten uit Lycksalighetens ö. De liederen werden populair en Lindblad werd bekend als componist. Het lukte Silfverstolpe in de lente van 1825 om een lening te krijgen van Karel XIV Johan voor zijn studiereis naar Duitsland.
In de herfst van 1825 reisde hij af naar Berlijn. Daar studeerde hij piano bij Ludwig Berger en de toen bekende Johann Bernhard Logier en compositie bij Carl Friedrich Zelter. Via de leden van de salons van Magdalena kwam hij in contact met de familie Mendelssohn. Daar ontmoette hij Felix Mendelssohn. De twee werden goede vrienden tot aan de dood van Mendelssohn in 1847. In de lente van 1827 keerde hij terug naar Zweden.

### Stockholm
In de herfst van 1827 was Lindblad naar Stockholm afgereisd. Daar had hij een muziekschool tot aan 1861. Leerlingen van hem waren onder andere koning Oscar I van Zweden en zijn kind, prins Gustaaf. Ook prinses Eugenie en Ludvig Norman kregen bij hem les. De meest bekende leerling die hij had was de operazangeres Jenny Lind die ook een tijd bij hem woonde.In 1828 werd Lindblad docent bij de net opgerichte Nya Elementarskolan, ook in Stockholm. Daar leerde hij ook Carl Jonas Love Almqvist kennen. Hij gaf daar les tot aan 1833. Hij werd in 1831 lid van de Musikaliska akademien (Koninklijke Muziekacademie) en kreeg in 1852 de gouden medaille van deze academie.

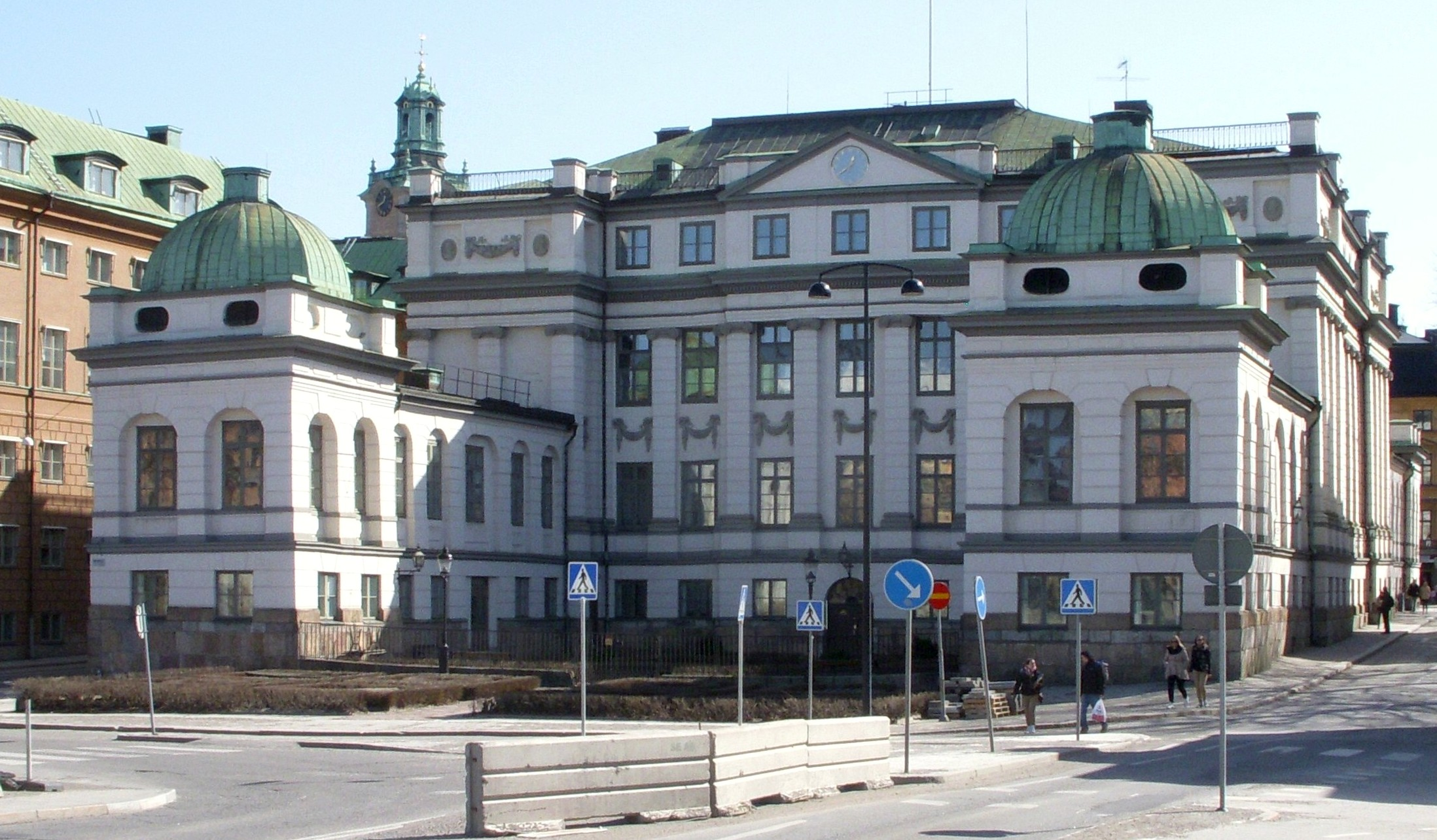
Bondeska palatset

In de herfst van 1839 verhuisde hij naar een appartement in het Bondeska palatset. Jenny Lind werd een vriendin van de familie Lindblad. In december 1839 verhuisde zij naar het Bondeska palatset, waar ze bleef tot de herfst van 1843 (exclusief haar reis naar Parijs). Uiteindelijk werd het vriendschap een drama, omdat Lindblad naar verluidt verliefd was op Lind.
Na verschillende slechte recensies en de daaropvolgende strijd stopte hij bijna helemaal met componeren. Hij werd uit zijn appartement gezet en hij verhuisde naar Drottninggatan. Tevens was zijn vrouw vaak ziek en overleden zijn vrienden Atterbom, Geijer, Silfverstolpe en Almqvist. Jacopo Foroni werd een belangrijke nieuwe vriend van Lindblad. Hij haalde Lindblad ook over om zijn tweede symfonie in D-majeur te gaan componeren, die op 6 mei 1855 in première ging.

### Lövingsborg
In 1861 verkocht hij zijn muziekschool aan zijn leerling Ivar Hallström en verhuisde Lindblad vanuit Stockholm naar het door door Lotten Lindblad (zijn dochter) en haar man Urban von Feilitzen gebouwde landgoed Lövingsborg, in de buurt van Linköping. Hier bleef hij tot aan zijn dood.

## Persoonlijk
Adolf Fredrik Lindblad werd buitenechtelijk gebaard door de 17-jarige Märta Helena Friberg in Skänninge. Zijn vader is tot op heden niet bekend. Hij werd verzorgd door de koopman Carl Jacob Lindblad en zijn vrouw Sophie Zetterling. Toen Adolf een jaar oud was kreeg hij de achternaam Lindblad van Carl Jacob.
Nadat hij in de lente van 1828 terugkwam in Zweden trouwde hij met Sophie Kernell, met wie hij de drie kinderen Per, Charlotta (Lotten) Helena Sophia en Malla (tevens de bijnaam van Magdalena Montgomery-Silfverstolpe) kreeg.

## Werken
Lindblad zijn oeuvre omvat 215 liederen, verschillende kamermuziekstukken, de opera Frondörerna en twee symfonieën. De opera en de twee symfonieën werden niet goed ontvangen door zijn tijdgenoten, maar latere critici vonden dat het goede stukken waren. De opera werd wel aangepast na de première in de lente van 1835 en werd toen, een jaar later, beter ontvangen. Tijdens de tweede uitvoering had Jenny Lind ook een rol.
Symfonie nr. 1 werd ook uitgevoerd in het Gewandhaus in Leipzig onder leiding van zijn vriend Felix Mendelssohn en kreeg een zeer lovende recensie van Robert Schumann in het Duitse muziektijdschrift Schott. Zijn liederen werden zeer gewaardeerd en leverden hem de bijnaam 'de Zweedse Schubert' op. Veel liederen waren geschreven voor de zangeres Jenny Lind.

## Werklijst
Dit overzicht is exclusief zijn pianowerken en liederen.

### Opera's
- Frondörerna

### Orkestwerken

#### Symfonieën
- Symfonie nr. 1 in C-majeur, op. 19; première op 25 maart 1832
- Symfonie nr. 2 in D-majeur, première op 6 mei 1855

#### Overig
- Mars bij de kroning van Oscar I in 1844

### Kamermuziek

#### Vioolsonaten
- Vioolsonate nr. 1 in G-majeur, op. 9
- Vioolsonate nr. 2 in D-majeur, op. 11
- Vioolsonate nr. 3 in Es-majeur

#### Strijkkwartetten
- Strijkkwartet nr. 1 in G-majeur
- Strijkkwartet nr. 2 in B-majeur
- Strijkkwartet nr. 3 in C-majeur
- Strijkkwartet nr. 4 in b-mineur
- Strijkkwartet nr. 5 in F-majeur
- Strijkkwartet nr. 6 in Es-majeur
- Strijkkwartet nr. 7 in A-majeur (einde is niet bewaard gebleven)
- Strijkkwartet nr. 8 in F-majeur (alleen het eerste deel is bewaard gebleven)
- Strijkkwartet nr. 9 in G-majeur
- Strijkkwartet nr. 10 in C-majeur

#### Strijkkwintetten
- Strijkkwintet nr. 1 in A-majeur
- Strijkkwintet nr. 2 in F-majeur

#### Overig
- Trio voor piano, viool en altviool in g-mineur, op. 10